# كريستير ارين
كريستير ارين (بالإنجليزية: Christer Warren)‏ (10 أكتوبر 1974 في المملكة المتحدة - ) هو لاعب كرة قدم بريطاني في مركز الوسط. لعب مع برايتون أند هوف ألبيون وكوينز بارك رينجرز ونادي بريستول روفيرز ونادي بورنموث ونادي ساوثهامبتون ونادي فولهام وEastleigh F.C. ‏ وWinchester City F.C. ‏ ونادي تشيلتنهام تاون لكرة القدم وNew Milton Town F.C. ‏ وWimborne Town F.C. ‏ وUS Melle ‏.

## وصلات خارجية
- كريستير ارين على موقع قاعدة بيانات كرة القدم.إي يو (الإنجليزية)
- كريستير ارين على موقع Soccerbase.com (لاعب) (الإنجليزية)
- كريستير ارين على موقع عالم كرة القدم.نت (الإنجليزية)